# Кінг Тауншип (округ Бедфорд, Пенсільванія)
Кінг Тауншип (англ. King Township) — селище (англ. township) в США, в окрузі Бедфорд штату Пенсільванія. Населення — 1181 особа (2020).

## Демографія
Згідно з переписом 2010 року, у селищі мешкало 1238 осіб у 491 домогосподарстві у складі 365 родин. Було 531 помешкання
Расовий склад населення:
| - 99,4 % — білих - 0,2 % — чорних або афроамериканців - 0,1 % — азіатів |

До двох чи більше рас належало 0,3 %. Частка іспаномовних становила 0,3 % від усіх жителів.
За віковим діапазоном населення розподілялося таким чином: 23,7 % — особи молодші 18 років, 61,1 % — особи у віці 18—64 років, 15,2 % — особи у віці 65 років та старші. Медіана віку мешканця становила 41,0 року. На 100 осіб жіночої статі у селищі припадало 98,4 чоловіків;  на 100 жінок у віці від 18 років та старших — 95,4 чоловіків також старших 18 років.
Середній дохід на одне домашнє господарство  становив 54 324 долари США (медіана — 49 643), а середній дохід на одну сім'ю — 66 296 доларів (медіана — 63 194). Медіана доходів становила 41 406 доларів для чоловіків та 30 774 долари для жінок. За межею бідності перебувало 13,1 % осіб, у тому числі 17,6 % дітей у віці до 18 років та 15,1 % осіб у віці 65 років та старших.
Цивільне працевлаштоване населення становило 619 осіб. Основні галузі зайнятості: виробництво — 20,0 %, освіта, охорона здоров'я та соціальна допомога — 19,7 %, будівництво — 12,9 %, роздрібна торгівля — 10,0 %.